# Museo de la caricatura y el dibujo animado de Basilea

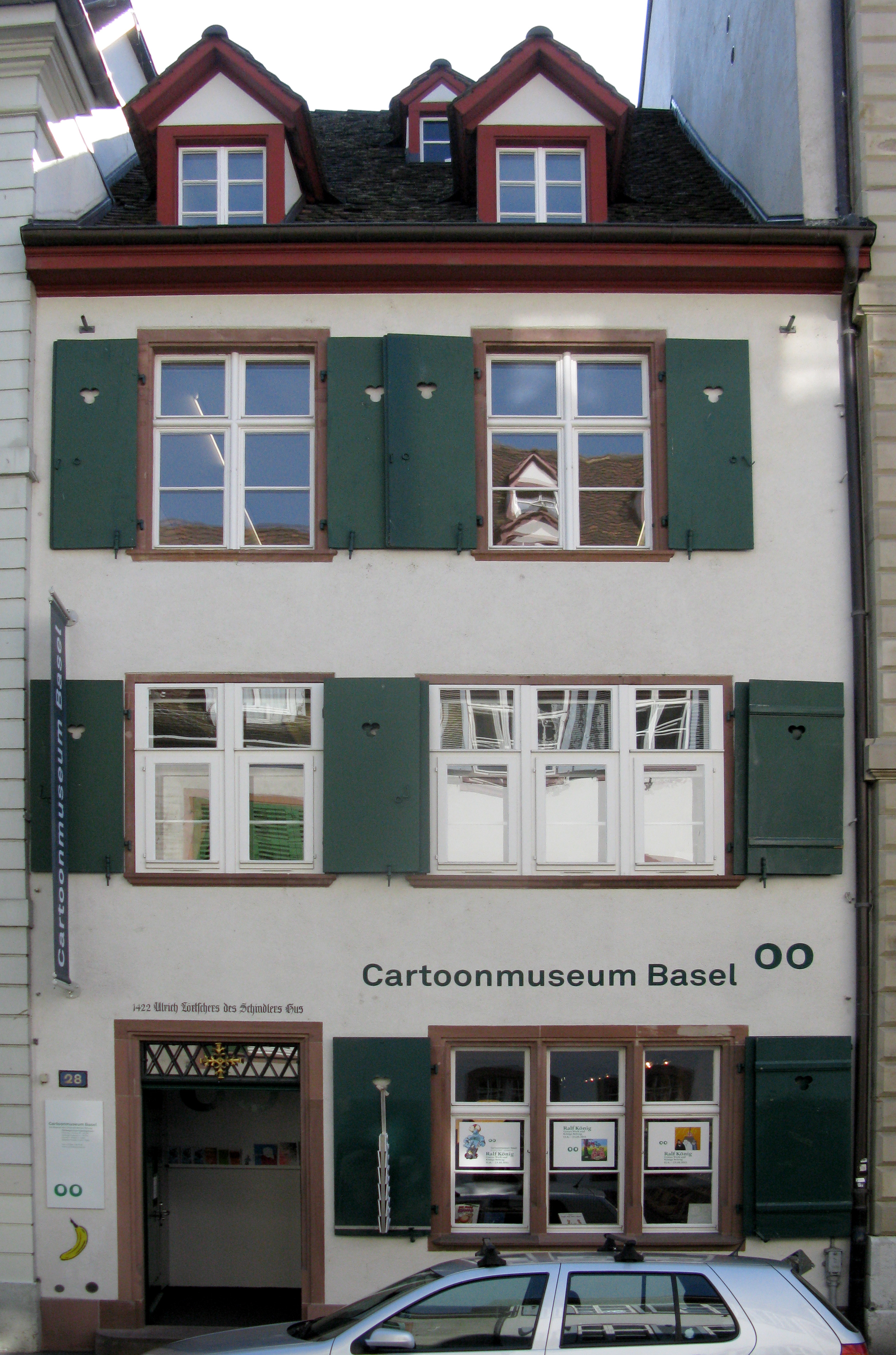
Centro de Arte Narrativo, Suiza

El Cartoonmuseum Basel – Centro de Arte Narrativo (en alemán Cartoonmuseum Basel – Zentrum für narrative Kunst) está dedicado a los dibujos animados, parodias y pastiches sobre obras de arte y artistas, cómics y caricaturas. Este museo de Basilea es el único de su índole en un radio de 500 kilómetros. La colección, compuesta por alrededor de 3.000 obras originales de más de 700 artistas de los siglos XX y XXI de 40 países diferentes, se presenta en exposiciones temáticas y monográficas. El museo está ubicado en una construcción del gótico tardío, remodelada y ampliada por los arquitectos Herzog & de Meuron.